# Grant County, Washington
Grant County är ett administrativt område i delstaten Washington, USA, med 89 120 invånare. Den administrativa huvudorten (county seat) är Ephrata. 

## Geografi
Enligt United States Census Bureau har countyt en total area på 7 229 km². 6 944 km² av den arean är land och 285 km² är vatten.

### Angränsande countyn
- Douglas County, Washington - nord
- Okanogan County, Washington - nordöst
- Adams County, Washington - öst
- Lincoln County, Washington - öst
- Franklin County, Washington - sydöst
- Benton County, Washington - syd
- Yakima County, Washington - sydväst
- Kittitas County, Washington - väst